# Port lotniczy Matthews Ridge
Port lotniczy Matthews Ridge (IATA: MWJ, ICAO: SYMR) – port lotniczy zlokalizowany w miejscowości Matthews Ridge, w Gujanie.